# Фреместроф
Фреместроф (фр. Frémestroff) — коммуна на северо-востоке Франции, регион Гранд-Эст (бывший Эльзас — Шампань — Арденны — Лотарингия), департамент Мозель. Относится к кантону Гротенкен.

## Географическое положение
Фреместроф расположен в 330 км к востоку от Парижа и в 50 км к востоку от Меца.

## История
- Деревня исторической области Три Епископства.
- Феод епископата Меца.
- В 1775 году коммуна сильно пострадала от пожара.

## Демография

Население Фреместрофа.

По переписи 2011 года в коммуне проживало 299 человек.

## Достопримечательности
- Остатки древнеримской усадьбы.
- Церковь Сен-Жозефа (1858).